# Una pastisseria a Tòquio
Una pastisseria a Tòquio (títol original, あん; romanitzat com a An) és una pel·lícula japonesa del 2015 dirigida per Naomi Kawase seleccionada per a l'obertura la secció Un Certain Regard del Festival de Cinema de Cannes del 2015. També fou seleccionada per la secció del Cinema Mundial Contemporani del Festival de Cinema de Toronto del 2015. És un missatge per aprendre de la naturalesa i gaudir de la meravella del moment presenta de la vida". Mostra el vincle entre l'home i el seu entorn. Ha estat doblada i subtitulada al català.
Pel seu debut al Festival de Cinema de Cannes, la pel·lícula es va presentar amb el títol Sweet Red Bean Pasta (pasta de mongeta vermella dolça). A altres festivals — i per la presentació a Austràlia — es va utilitzar el títol japonès original An. La presentació internacional es va fer amb el títol Sweet Bean (mongeta dolça).